# Boston Celtics 2025-2026
Questa voce raccoglie le informazioni riguardanti i Boston Celtics nelle competizioni ufficiali della stagione 2025-2026.

## Sintesi stagione
La stagione 2025-26 dei Boston Celtics sarà l'80ª di partecipazione in NBA.

### Il cambio di proprietà
Il 14 agosto 2025 la NBA ha approvato ufficialmente la cessione dei Boston Celtics, passati ufficialmente dalle mani di Wyc Grousbeck e della sua famiglia ad un gruppo di investitori guidato da William Chisholm, manager finanziario e principale proprietario di Symphony Technology Group (STG), una private equity californiana. Con quote di minoranza, Chisholm ha coinvolto nel suo acquisto anche Aditya Mittal, Bruce Beal, Andrew Bialecki, Dom Ferrante, Mario Ho, Ian Loring e l'azienda di investimenti Sixth Street. Il gruppo guidato da Chisholm ha acquistato in tal modo il 51% del pacchetto azionario di controllo dei Celtics, promettendo di acquistare la restante parte entro il 2028. Lo stesso Chisholm ha assunto la carica di presidente, con Aditya Mittal (secondo azionista del gruppo di investitori guidato da Chisholm) e l'ex presidente Grousbeck come vice presidenti. Dopo aver comunicato la volontà di cedere la maggioranza delle proprie quote, in occasione della vittoria del 18° titolo da parte dei Celtics nel 2024, Wyc Grousbeck ha chiuso l'accordo con William Chisholm per la cessione del pacchetto di maggioranza il 20 marzo 2025, per una cifra attorno ai 6.1 miliardi $ (la cifra più alta pagata per l'acquisto di una squadra professionistica negli Stati Uniti). Ai tempi dell'acquisto della squadra, nel 2002, Grousbeck aveva sborsato circa 360 milioni $.

### Preseason
L'8 agosto 2025 i Celtics annunciano il rinnovo del contratto di Joe Mazzulla come head coach della squadra. I Celtics non hanno reso pubblico la durata del nuovo contratto di Mazzulla.

## Draft
| Giro | Scelta | Giocatore     | Ruolo | Nazionalità | Università/Squadra |
| ---- | ------ | ------------- | ----- | ----------- | ------------------ |
| 1    | 28     | Hugo González | A     | Spagna      | Real Madrid        |

Come nella stagione precedente, al Draft 2025 i Celtics avevano a propria disposizione due scelte, di cui una alla fine del 1° round ed una all'inizio del 2° round. Quest'ultima scelta, tuttavia, è stata ceduta agli Orlando Magic prima del suo esercizio.

## Roster
| \| Pos. \| Num. \| Naz. \| Nome \| Altezza \| Peso \| Data nascita \| Provenienza \| \| ---- \| ---- \| ---- \| -------------------- \| ------- \| ------ \| ------------ \| --------------------- \| \| A/C \| \| \| Boucher, Chris \| 206 cm \| 91 kg \| 11-01-1993 \| Oregon \| \| G/AP \| 7 \| \| Brown, Jaylen \| 198 cm \| 101 kg \| 24-10-1996 \| UC Berkeley \| \| A/C \| 55 \| \| Garza, Luka \| 208 cm \| 110 kg \| 27-12-1998 \| Iowa \| \| G/AP \| 28 \| \| González, Hugo \| 198 cm \| 93 kg \| 4-2-2006 \| Spagna \| \| A \| 30 \| \| Hauser, Sam \| 201 cm \| 99 kg \| 08-12-1997 \| Virginia \| \| A/C \| 42 \| \| Horford, Al (FA) \| 206 cm \| 109 kg \| 03-06-1986 \| Florida \| \| G/AP \| 12 \| \| Luis Jr., RJ (TW) \| 201 cm \| 98 kg \| 27-11-2002 \| St. John's \| \| A \| 8 \| \| Minott, Josh \| 203 cm \| 93 kg \| 25-11-2002 \| Memphis \| \| C \| 88 \| \| Queta, Neemias \| 213 cm \| 112 kg \| 13-7-1999 \| Utah State \| \| G/AP \| 55 \| \| Scheierman, Baylor \| 198 cm \| 92 kg \| 26-9-2000 \| Creighton \| \| G \| 29 \| \| Shulga, Max (DP) \| 196 cm \| 95 kg \| 25-6-2002 \| Virginia Commonwealth \| \| G \| \| \| Simons, Anfernee \| 191 cm \| 91 kg \| 8-6-1999 \| IMG Academy (FL) \| \| AP \| 0 \| \| Tatum, Jayson \| 203 cm \| 95 kg \| 03-03-1998 \| Duke \| \| A/C \| 26 \| \| Tillman, Xavier \| 201 cm \| 111 kg \| 12-01-1999 \| Michigan State \| \| G/AP \| 27 \| \| Walsh, Jordan \| 198 cm \| 93 kg \| 03-03-2004 \| Arkansas \| \| G \| 9 \| \| White, Derrick \| 193 cm \| 86 kg \| 02-07-1994 \| Colorado \| \| C \| 77 \| \| Williams, Amari (DP) \| 213 cm \| 119 kg \| 28-1-2002 \| Kentucky \| | Allenatore - Joe Mazzulla Assistente/i - Sam Cassell - Anthony Dobbins - Amile Jefferson - Craig Luschenat - D.J. MacLeay - Ross McMains - Matt Reynolds Legenda - (C) Capitano - (FA) Free agent - (S) Sospeso - (TW) Contratto Two-way - (GL) Assegnato a squadra G League affiliata - Infortunato Roster • Transazioni · Ultima transazione: 15 agosto 2025 |                                 |                      |         |        |              |                       |
| Pos. | Num. | Naz.                            | Nome                 | Altezza | Peso   | Data nascita | Provenienza           |
| A/C | | Canada (bandiera)               | Boucher, Chris       | 206 cm  | 91 kg  | 11-01-1993   | Oregon                |
| G/AP | 7 | Stati Uniti (bandiera)          | Brown, Jaylen        | 198 cm  | 101 kg | 24-10-1996   | UC Berkeley           |
| A/C | 55 | Bosnia ed Erzegovina (bandiera) | Garza, Luka          | 208 cm  | 110 kg | 27-12-1998   | Iowa                  |
| G/AP | 28 | Spagna (bandiera)               | González, Hugo       | 198 cm  | 93 kg  | 4-2-2006     | Spagna                |
| A | 30 | Stati Uniti (bandiera)          | Hauser, Sam          | 201 cm  | 99 kg  | 08-12-1997   | Virginia              |
| A/C | 42 | Rep. Dominicana (bandiera)      | Horford, Al (FA)     | 206 cm  | 109 kg | 03-06-1986   | Florida               |
| G/AP | 12 | Stati Uniti (bandiera)          | Luis Jr., RJ (TW)    | 201 cm  | 98 kg  | 27-11-2002   | St. John's            |
| A | 8 | Giamaica (bandiera)             | Minott, Josh         | 203 cm  | 93 kg  | 25-11-2002   | Memphis               |
| C | 88 | Portogallo (bandiera)           | Queta, Neemias       | 213 cm  | 112 kg | 13-7-1999    | Utah State            |
| G/AP | 55 | Stati Uniti (bandiera)          | Scheierman, Baylor   | 198 cm  | 92 kg  | 26-9-2000    | Creighton             |
| G | 29 | Ucraina (bandiera)              | Shulga, Max (DP)     | 196 cm  | 95 kg  | 25-6-2002    | Virginia Commonwealth |
| G | | Stati Uniti (bandiera)          | Simons, Anfernee     | 191 cm  | 91 kg  | 8-6-1999     | IMG Academy (FL)      |
| AP | 0 | Stati Uniti (bandiera)          | Tatum, Jayson        | 203 cm  | 95 kg  | 03-03-1998   | Duke                  |
| A/C | 26 | Stati Uniti (bandiera)          | Tillman, Xavier      | 201 cm  | 111 kg | 12-01-1999   | Michigan State        |
| G/AP | 27 | Stati Uniti (bandiera)          | Walsh, Jordan        | 198 cm  | 93 kg  | 03-03-2004   | Arkansas              |
| G | 9 | Stati Uniti (bandiera)          | White, Derrick       | 193 cm  | 86 kg  | 02-07-1994   | Colorado              |
| C | 77 | Stati Uniti (bandiera)          | Williams, Amari (DP) | 213 cm  | 119 kg | 28-1-2002    | Kentucky              |

## Uniformi
- Casa

| Association |

- Trasferta

| Icon |

- Alternativa

| Statemant |

- Alternativa

| City |

- Alternativa

| Earned |

## Risultati

### Preseason
Il 9 luglio 2025 i Boston Celtics hanno reso noto il loro calendario della preseason 2025.

#### Risultati
| Preseason 2025                                    | Preseason 2025                                    | Preseason 2025                                    | Preseason 2025                                    | Preseason 2025                                    | Preseason 2025                                    | Preseason 2025                                    | Preseason 2025                                    | Preseason 2025                                    |
| Record preseason: 0–0 (Casa: 0–0; Trasferta: 0–0) | Record preseason: 0–0 (Casa: 0–0; Trasferta: 0–0) | Record preseason: 0–0 (Casa: 0–0; Trasferta: 0–0) | Record preseason: 0–0 (Casa: 0–0; Trasferta: 0–0) | Record preseason: 0–0 (Casa: 0–0; Trasferta: 0–0) | Record preseason: 0–0 (Casa: 0–0; Trasferta: 0–0) | Record preseason: 0–0 (Casa: 0–0; Trasferta: 0–0) | Record preseason: 0–0 (Casa: 0–0; Trasferta: 0–0) | Record preseason: 0–0 (Casa: 0–0; Trasferta: 0–0) |
| Partita                                           | Data                                              | Avversario                                        | Punteggio                                         | Più punti                                         | Più rimbalzi                                      | Più assist                                        | Stadio e spettatori                               | Record                                            |
| ------------------------------------------------- | ------------------------------------------------- | ------------------------------------------------- | ------------------------------------------------- | ------------------------------------------------- | ------------------------------------------------- | ------------------------------------------------- | ------------------------------------------------- | ------------------------------------------------- |
| 1                                                 | 8.10.2025                                         | @ Grizzlies                                       | –                                                 |                                                   |                                                   |                                                   | FedExForum                                        | –                                                 |
| 2                                                 | 10.10.2025                                        | @ Raptors                                         | –                                                 |                                                   |                                                   |                                                   | Scotiabank Arena                                  | –                                                 |
| 3                                                 | 12.10.2025                                        | Cavaliers                                         | –                                                 |                                                   |                                                   |                                                   | TD Garden                                         | –                                                 |
| 4                                                 | 15.10.2025                                        | Raptors                                           | –                                                 |                                                   |                                                   |                                                   | TD Garden                                         | –                                                 |

#### Tabellini
| Memphis (TN) 8 ottobre 2025, ore 19:00 CDT Game 1 | Memphis Grizzlies | – (–; –; –; –) referto | Boston Celtics | FedExForum |

| Toronto (ON) 10 ottobre 2025, ore 19:00 EDT Game 2 | Toronto Raptors | – (–; –; –; –) referto | Boston Celtics | Scotiabank Arena |

| Boston (MA) 12 ottobre 2025, ore 19:00 EDT Game 3 | Boston Celtics | – (–; –; –; –) referto | Cleveland Cavaliers | TD Garden |

| Boston (MA) 15 ottobre 2025, ore 19:30 EDT Game 4 | Boston Celtics | – (–; –; –; –) referto | Toronto Raptors | TD Garden |

### Regular season
La NBA ha comunicato il calendario della regular season il 14 agosto 2025. I Boston Celtics affronteranno nella loro prima partita della stagione i Philadelphia 76ers in casa.

#### Ottobre 2025

##### Risultati
| Stagione - Ottobre 2025                         | Stagione - Ottobre 2025                         | Stagione - Ottobre 2025                         | Stagione - Ottobre 2025                         | Stagione - Ottobre 2025                         | Stagione - Ottobre 2025                         | Stagione - Ottobre 2025                         | Stagione - Ottobre 2025                         | Stagione - Ottobre 2025                         |
| Record Ottobre: 0–0 (Casa: 0–0; Trasferta: 0–0) | Record Ottobre: 0–0 (Casa: 0–0; Trasferta: 0–0) | Record Ottobre: 0–0 (Casa: 0–0; Trasferta: 0–0) | Record Ottobre: 0–0 (Casa: 0–0; Trasferta: 0–0) | Record Ottobre: 0–0 (Casa: 0–0; Trasferta: 0–0) | Record Ottobre: 0–0 (Casa: 0–0; Trasferta: 0–0) | Record Ottobre: 0–0 (Casa: 0–0; Trasferta: 0–0) | Record Ottobre: 0–0 (Casa: 0–0; Trasferta: 0–0) | Record Ottobre: 0–0 (Casa: 0–0; Trasferta: 0–0) |
| Partita                                         | Data                                            | Avversario                                      | Punteggio                                       | Più punti                                       | Più rimbalzi                                    | Più assist                                      | Arena (spettatori)                              | Record                                          |
| ----------------------------------------------- | ----------------------------------------------- | ----------------------------------------------- | ----------------------------------------------- | ----------------------------------------------- | ----------------------------------------------- | ----------------------------------------------- | ----------------------------------------------- | ----------------------------------------------- |
| 1                                               | 22.10.2025                                      | 76ers                                           | –                                               |                                                 |                                                 |                                                 | TD Garden                                       | –                                               |
| 2                                               | 24.10.2025                                      | @ New York Knicks                               | –                                               |                                                 |                                                 |                                                 | Madison Square Garden                           | –                                               |
| 3                                               | 26.10.2025                                      | @ Pistons                                       | –                                               |                                                 |                                                 |                                                 | Little Caesars Arena                            | –                                               |
| 4                                               | 27.10.2025                                      | @ Pelicans                                      | –                                               |                                                 |                                                 |                                                 | Smoothie King Center                            | –                                               |
| 5                                               | 29.10.2025                                      | Cavaliers                                       | –                                               |                                                 |                                                 |                                                 | TD Garden                                       | –                                               |
| 6 (ENC)                                         | 31.10.2025                                      | @ 76ers                                         | –                                               |                                                 |                                                 |                                                 | Xfinity Mobile Arena                            | –                                               |

##### Tabellini
| Boston (MA) 22 ottobre 2025, ore 19:30 EDT Game 1 | Boston Celtics | – (–; –; –; –) referto | Philadelphia 76ers | TD Garden |

| New York (NY) 24 ottobre 2025, ore 19:30 EDT Game 2 | N.Y. Knicks | – (–; –; –; –) referto | Boston Celtics | Madison Square Garden |

| Detroit (MI) 26 ottobre 2025, ore 15:30 EDT Game 3 | Detroit Pistons | – (–; –; –; –) referto | Boston Celtics | Little Caesars Arena |

| New Orleans (LA) 27 ottobre 2025, ore 19:00 CDT Game 4 | N.O. Pelicans | – (–; –; –; –) referto | Boston Celtics | Smoothie King Center |

| Boston (MA) 29 ottobre 2025, ore 19:00 EDT Game 5 | Boston Celtics | – (–; –; –; –) referto | Cleveland Cavaliers | TD Garden |

| Philadelphia (PA) 31 ottobre 2025, ore 19:00 EDT Game 6 (Emirates NBA Cup) | Philadelphia 76ers | – (–; –; –; –) referto | Boston Celtics | Xfinity Mobile Arena |

#### Novembre 2025

###### Risultati
| Stagione - Novembre 2025                         | Stagione - Novembre 2025                         | Stagione - Novembre 2025                         | Stagione - Novembre 2025                         | Stagione - Novembre 2025                         | Stagione - Novembre 2025                         | Stagione - Novembre 2025                         | Stagione - Novembre 2025                         | Stagione - Novembre 2025                         |
| Record Novembre: 0–0 (Casa: 0–0; Trasferta: 0–0) | Record Novembre: 0–0 (Casa: 0–0; Trasferta: 0–0) | Record Novembre: 0–0 (Casa: 0–0; Trasferta: 0–0) | Record Novembre: 0–0 (Casa: 0–0; Trasferta: 0–0) | Record Novembre: 0–0 (Casa: 0–0; Trasferta: 0–0) | Record Novembre: 0–0 (Casa: 0–0; Trasferta: 0–0) | Record Novembre: 0–0 (Casa: 0–0; Trasferta: 0–0) | Record Novembre: 0–0 (Casa: 0–0; Trasferta: 0–0) | Record Novembre: 0–0 (Casa: 0–0; Trasferta: 0–0) |
| Partita                                          | Data                                             | Avversario                                       | Punteggio                                        | Più punti                                        | Più rimbalzi                                     | Più assist                                       | Arena (spettatori)                               | Record                                           |
| ------------------------------------------------ | ------------------------------------------------ | ------------------------------------------------ | ------------------------------------------------ | ------------------------------------------------ | ------------------------------------------------ | ------------------------------------------------ | ------------------------------------------------ | ------------------------------------------------ |
| 7                                                | 1.11.2025                                        | Rockets                                          | –                                                |                                                  |                                                  |                                                  | TD Garden                                        | –                                                |
| 8                                                | 3.11.2025                                        | Jazz                                             | –                                                |                                                  |                                                  |                                                  | TD Garden                                        | –                                                |
| 9                                                | 5.11.2025                                        | Wizards                                          | –                                                |                                                  |                                                  |                                                  | TD Garden                                        | –                                                |
| 10 (ENC)                                         | 7.11.2025                                        | @ Magic                                          | –                                                |                                                  |                                                  |                                                  | Kia Center                                       | –                                                |
| 11                                               | 9.11.2025                                        | @ Magic                                          | –                                                |                                                  |                                                  |                                                  | Kia Center                                       | –                                                |
| 12                                               | 11.11.2025                                       | @ 76ers                                          | –                                                |                                                  |                                                  |                                                  | Xfinity Mobile Arena                             | –                                                |
| 13                                               | 12.11.2025                                       | Grizzlies                                        | –                                                |                                                  |                                                  |                                                  | TD Garden                                        | –                                                |
| 14                                               | 16.11.2025                                       | Clippers                                         | –                                                |                                                  |                                                  |                                                  | TD Garden                                        | –                                                |
| 15                                               | 18.11.2025                                       | @ Nets                                           | –                                                |                                                  |                                                  |                                                  | Barclays Center                                  | –                                                |
| 16 (ENC)                                         | 21.11.2025                                       | Nets                                             | –                                                |                                                  |                                                  |                                                  | TD Garden                                        | –                                                |
| 17                                               | 23.11.2025                                       | Magic                                            | –                                                |                                                  |                                                  |                                                  | TD Garden                                        | –                                                |
| 18 (ENC)                                         | 26.11.2025                                       | Pistons                                          | –                                                |                                                  |                                                  |                                                  | TD Garden                                        | –                                                |
| 19                                               | 29.11.2025                                       | @ Timberwolves                                   | –                                                |                                                  |                                                  |                                                  | Target Center                                    | –                                                |
| 20                                               | 30.11.2025                                       | @ Cavaliers                                      | –                                                |                                                  |                                                  |                                                  | Rocket Arena                                     | –                                                |

##### Tabellini
| Boston (MA) 1° novembre 2025, ore 20:00 EDT Game 7 | Boston Celtics | – (–; –; –; –) referto | Houston Rockets | TD Garden |

| Boston (MA) 3 novembre 2025, ore 19:30 EST Game 8 | Boston Celtics | – (–; –; –; –) referto | Utah Jazz | TD Garden |

| Boston (MA) 5 novembre 2025, ore 19:30 EST Game 9 | Boston Celtics | – (–; –; –; –) referto | Wash. Wizards | TD Garden |

| Orlando (FL) 7 novembre 2025, ore 19:00 EST Game 10 (Emirates NBA Cup) | Orlando Magic | – (–; –; –; –) referto | Boston Celtics | Kia Center |

| Orlando (FL) 9 novembre 2025, ore 18:00 EST Game 11 | Orlando Magic | – (–; –; –; –) referto | Boston Celtics | Kia Center |

| Philadelphia (PA) 11 novembre 2025, ore 20:00 EST Game 12 | Philadelphia 76ers | – (–; –; –; –) referto | Boston Celtics | Xfinity Mobile Arena |

| Boston (MA) 12 novembre 2025, ore 19:30 EST Game 13 | Boston Celtics | – (–; –; –; –) referto | Memphis Grizzlies | TD Garden |

| Boston (MA) 16 novembre 2025, ore 15:30 EST Game 14 | Boston Celtics | – (–; –; –; –) referto | L.A. Clippers | TD Garden |

| Brooklyn (NY) 18 novembre 2025, ore 19:30 EST Game 15 | Brooklyn Nets | – (–; –; –; –) referto | Boston Celtics | Barclays Center |

| Boston (MA) 21 novembre 2025, ore 19:30 EST Game 16 (Emirates NBA Cup) | Boston Celtics | – (–; –; –; –) referto | Brooklyn Nets | TD Garden |

| Boston (MA) 23 novembre 2025, ore 18:00 EST Game 17 | Boston Celtics | – (–; –; –; –) referto | Orlando Magic | TD Garden |

| Boston (MA) 26 novembre 2025, ore 17:00 EST Game 18 (Emirates NBA Cup) | Boston Celtics | – (–; –; –; –) referto | Detroit Pistons | TD Garden |

| Minneapolis (MN) 29 novembre 2025, ore 16:00 CST Game 19 | Minnesota T'wolves | – (–; –; –; –) referto | Boston Celtics | Target Center |

| Cleveland (OH) 30 novembre 2025, ore 18:00 EST Game 20 | Cleveland Cavaliers | – (–; –; –; –) referto | Boston Celtics | Rocket Arena |

#### Dicembre 2025

##### Risultati
| Stagione - Dicembre 2025                         | Stagione - Dicembre 2025                         | Stagione - Dicembre 2025                         | Stagione - Dicembre 2025                         | Stagione - Dicembre 2025                         | Stagione - Dicembre 2025                         | Stagione - Dicembre 2025                         | Stagione - Dicembre 2025                         | Stagione - Dicembre 2025                         |
| Record Dicembre: 0–0 (Casa: 0–0; Trasferta: 0–0) | Record Dicembre: 0–0 (Casa: 0–0; Trasferta: 0–0) | Record Dicembre: 0–0 (Casa: 0–0; Trasferta: 0–0) | Record Dicembre: 0–0 (Casa: 0–0; Trasferta: 0–0) | Record Dicembre: 0–0 (Casa: 0–0; Trasferta: 0–0) | Record Dicembre: 0–0 (Casa: 0–0; Trasferta: 0–0) | Record Dicembre: 0–0 (Casa: 0–0; Trasferta: 0–0) | Record Dicembre: 0–0 (Casa: 0–0; Trasferta: 0–0) | Record Dicembre: 0–0 (Casa: 0–0; Trasferta: 0–0) |
| Partita                                          | Data                                             | Avversario                                       | Punteggio                                        | Più punti                                        | Più rimbalzi                                     | Più assist                                       | Arena (spettatori)                               | Record                                           |
| ------------------------------------------------ | ------------------------------------------------ | ------------------------------------------------ | ------------------------------------------------ | ------------------------------------------------ | ------------------------------------------------ | ------------------------------------------------ | ------------------------------------------------ | ------------------------------------------------ |
| 21                                               | 2.12.2025                                        | Knicks                                           | –                                                |                                                  |                                                  |                                                  | TD Garden                                        | –                                                |
| 22                                               | 4.12.2025                                        | @ Wizards                                        | –                                                |                                                  |                                                  |                                                  | Capital One Arena                                | –                                                |
| 23                                               | 5.12.2025                                        | Lakers                                           | –                                                |                                                  |                                                  |                                                  | TD Garden                                        | –                                                |
| 24                                               | 7.12.2025                                        | @ Raptors                                        | –                                                |                                                  |                                                  |                                                  | Scotiabank Arena                                 | –                                                |
| 25                                               | 11.12.2025                                       | TBD                                              | –                                                |                                                  |                                                  |                                                  | TBD                                              | –                                                |
| 26                                               | 12.12.2025                                       | TBD                                              | –                                                |                                                  |                                                  |                                                  | TBD                                              | –                                                |
| 27                                               | 14.12.2025                                       | TBD                                              | –                                                |                                                  |                                                  |                                                  | TBD                                              | –                                                |
| 28                                               | 15.12.2025                                       | TBD                                              | –                                                |                                                  |                                                  |                                                  | TBD                                              | –                                                |
| 29                                               | 19.12.2025                                       | Heat                                             | –                                                |                                                  |                                                  |                                                  | TD Garden                                        | –                                                |
| 30                                               | 20.12.2025                                       | @ Raptors                                        | –                                                |                                                  |                                                  |                                                  | Scotiabank Arena                                 | –                                                |
| 31                                               | 22.12.2025                                       | Pacers                                           | –                                                |                                                  |                                                  |                                                  | TD Garden                                        | –                                                |
| 32                                               | 26.12.2025                                       | @ Pacers                                         | –                                                |                                                  |                                                  |                                                  | Gainbridge Fieldhouse                            | –                                                |
| 33                                               | 28.12.2025                                       | @ Trail Blazers                                  | –                                                |                                                  |                                                  |                                                  | Moda Center                                      | –                                                |
| 34                                               | 30.12.2025                                       | Jazz                                             | –                                                |                                                  |                                                  |                                                  | Delta Center                                     | –                                                |

##### Tabellini
| Boston (MA) 2 dicembre 2025, ore 20:00 EST Game 21 | Boston Celtics | – (–; –; –; –) referto | N.Y. Knicks | TD Garden |

| Washington (DC) 4 dicembre 2025, ore 19:00 EST Game 22 | Wash. Wizards | – (–; –; –; –) referto | Boston Celtics | Capital One Arena |

| Boston (MA) 5 dicembre 2025, ore 19:00 EST Game 23 (Rivalità Celtics-Lakers) | Boston Celtics | – (–; –; –; –) referto | L.A. Lakers | TD Garden |

| Toronto (ON) 7 dicembre 2025, ore 15:30 EST Game 24 | Toronto Raptors | – (–; –; –; –) referto | Boston Celtics | Scotiabank Arena |

| 11 dicembre 2025, ore --:-- EST Game 25 |  | – (–; –; –; –) |  |  |

| 12 dicembre 2025, ore --:-- EST Game 26 |  | – (–; –; –; –) |  |  |

| 14 dicembre 2025, ore --:-- EST Game 27 |  | – (–; –; –; –) |  |  |

| 15 dicembre 2025, ore --:-- EST Game 28 |  | – (–; –; –; –) |  |  |

| Boston (MA) 19 dicembre 2025, ore 19:00 EST Game 29 | Boston Celtics | – (–; –; –; –) referto | Miami Heat | TD Garden |

| Toronto (ON) 20 dicembre 2025, ore 19:00 EST Game 30 | Toronto Raptors | – (–; –; –; –) referto | Boston Celtics | Scotiabank Arena |

| Boston (MA) 22 dicembre 2025, ore 19:30 EST Game 31 | Boston Celtics | – (–; –; –; –) referto | Indiana Pacers | TD Garden |

| Indianapolis (IN) 26 dicembre 2025, ore 19:30 EST Game 32 | Indiana Pacers | – (–; –; –; –) referto | Boston Celtics | Gainbridge Fieldhouse |

| Portland (OR) 28 dicembre 2025, ore 15:00 PST Game 33 | Portland T. Blazers | – (–; –; –; –) referto | Boston Celtics | Moda Center |

| Salt Lake City (UT) 30 dicembre 2025, ore 19:00 MST Game 34 | Utah Jazz | – (–; –; –; –) referto | Boston Celtics | Delta Center |

#### Gennaio 2026

##### Risultati
| Stagione - Gennaio 2026                         | Stagione - Gennaio 2026                         | Stagione - Gennaio 2026                         | Stagione - Gennaio 2026                         | Stagione - Gennaio 2026                         | Stagione - Gennaio 2026                         | Stagione - Gennaio 2026                         | Stagione - Gennaio 2026                         | Stagione - Gennaio 2026                         |
| Record Gennaio: 0–0 (Casa: 0–0; Trasferta: 0–0) | Record Gennaio: 0–0 (Casa: 0–0; Trasferta: 0–0) | Record Gennaio: 0–0 (Casa: 0–0; Trasferta: 0–0) | Record Gennaio: 0–0 (Casa: 0–0; Trasferta: 0–0) | Record Gennaio: 0–0 (Casa: 0–0; Trasferta: 0–0) | Record Gennaio: 0–0 (Casa: 0–0; Trasferta: 0–0) | Record Gennaio: 0–0 (Casa: 0–0; Trasferta: 0–0) | Record Gennaio: 0–0 (Casa: 0–0; Trasferta: 0–0) | Record Gennaio: 0–0 (Casa: 0–0; Trasferta: 0–0) |
| Partita                                         | Data                                            | Avversario                                      | Punteggio                                       | Più punti                                       | Più rimbalzi                                    | Più assist                                      | Arena (spettatori)                              | Record                                          |
| ----------------------------------------------- | ----------------------------------------------- | ----------------------------------------------- | ----------------------------------------------- | ----------------------------------------------- | ----------------------------------------------- | ----------------------------------------------- | ----------------------------------------------- | ----------------------------------------------- |
| 35                                              | 1.1.2026                                        | @ Kings                                         | –                                               |                                                 |                                                 |                                                 | Golden 1 Center                                 | –                                               |
| 36                                              | 3.1.2026                                        | @ Clippers                                      | –                                               |                                                 |                                                 |                                                 | Intuit Dome                                     | –                                               |
| 37                                              | 5.1.2026                                        | Bulls                                           | –                                               |                                                 |                                                 |                                                 | TD Garden                                       | –                                               |
| 38                                              | 7.1.2026                                        | Nuggets                                         | –                                               |                                                 |                                                 |                                                 | TD Garden                                       | –                                               |
| 39                                              | 9.1.2026                                        | Raptors                                         | –                                               |                                                 |                                                 |                                                 | TD Garden                                       | –                                               |
| 40                                              | 10.1.2026                                       | Spurs                                           | –                                               |                                                 |                                                 |                                                 | TD Garden                                       | –                                               |
| 41                                              | 12.1.2026                                       | @ Pacers                                        | –                                               |                                                 |                                                 |                                                 | Gainbridge Fieldhouse                           | –                                               |
| 42                                              | 15.1.2026                                       | @ Heat                                          | –                                               |                                                 |                                                 |                                                 | Kaseya Center                                   | –                                               |
| 43                                              | 17.1.2026                                       | @ Hawks                                         | –                                               |                                                 |                                                 |                                                 | State Farm Arena                                | –                                               |
| 44                                              | 19.1.2026                                       | @ Pistons                                       | –                                               |                                                 |                                                 |                                                 | Little Caesars Arena                            | –                                               |
| 45                                              | 21.1.2026                                       | Pacers                                          | –                                               |                                                 |                                                 |                                                 | TD Garden                                       | –                                               |
| 46                                              | 23.1.2026                                       | @ Nets                                          | –                                               |                                                 |                                                 |                                                 | Barclays Center                                 | –                                               |
| 47                                              | 24.1.2026                                       | @ Bulls                                         | –                                               |                                                 |                                                 |                                                 | United Center                                   | –                                               |
| 48                                              | 26.1.2026                                       | Trail Blazers                                   | –                                               |                                                 |                                                 |                                                 | TD Garden                                       | –                                               |
| 49                                              | 28.1.2026                                       | Hawks                                           | –                                               |                                                 |                                                 |                                                 | TD Garden                                       | –                                               |
| 50                                              | 30.1.2026                                       | Kings                                           | –                                               |                                                 |                                                 |                                                 | TD Garden                                       | –                                               |

##### Tabellini
| Sacramento (CA) 1° gennaio 2026, ore 19:00 PST Game 35 | Sacramento Kings | – (–; –; –; –) referto | Boston Celtics | Golden 1 Center |

| Inglewood (CA) 3 gennaio 2026, ore 19:30 PST Game 36 | L.A. Clippers | – (–; –; –; –) referto | Boston Celtics | Intuit Dome |

| Boston (MA) 5 gennaio 2026, ore 19:30 EST Game 37 | Boston Celtics | – (–; –; –; –) referto | Chicago Bulls | TD Garden |

| Boston (MA) 7 gennaio 2026, ore 19:30 EST Game 38 | Boston Celtics | – (–; –; –; –) referto | Denver Nuggets | TD Garden |

| Boston (MA) 9 gennaio 2026, ore 19:00 EST Game 39 | Boston Celtics | – (–; –; –; –) referto | Toronto Raptors | TD Garden |

| Boston (MA) 10 gennaio 2026, ore 20:00 EST Game 40 | Boston Celtics | – (–; –; –; –) referto | San Antonio Spurs | TD Garden |

| Indianapolis (IN) 12 gennaio 2026, ore 19:30 EST Game 41 | Indiana Pacers | – (–; –; –; –) referto | Boston Celtics | Gainbridge Fieldhouse |

| Miami (FL) 15 gennaio 2026, ore 19:30 EST Game 42 | Miami Heat | – (–; –; –; –) referto | Boston Celtics | Kaseya Center |

| Atlanta (GA) 17 gennaio 2026, ore 19:30 EST Game 43 | Atlanta Hawks | – (–; –; –; –) referto | Boston Celtics | State Farm Arena |

| Detroit (MI) 19 gennaio 2026, ore 20:00 EST Game 44 | Detroit Pistons | – (–; –; –; –) referto | Boston Celtics | Little Caesars Arena |

| Boston (MA) 21 gennaio 2026, ore 19:30 EST Game 45 | Boston Celtics | – (–; –; –; –) referto | Indiana Pacers | TD Garden |

| Brooklyn (NY) 23 gennaio 2026, ore 19:30 EST Game 46 | Brooklyn Nets | – (–; –; –; –) referto | Boston Celtics | Barclays Center |

| Chicago (IL) 24 gennaio 2026, ore 19:00 CST Game 47 | Chicago Bulls | – (–; –; –; –) referto | Boston Celtics | United Center |

| Boston (MA) 26 gennaio 2026, ore 20:00 EST Game 48 | Boston Celtics | – (–; –; –; –) referto | Portland T. Blazers | TD Garden |

| Boston (MA) 28 gennaio 2026, ore 19:30 EST Game 49 | Boston Celtics | – (–; –; –; –) referto | Atlanta Hawks | TD Garden |

| Boston (MA) 30 gennaio 2026, ore 19:30 EST Game 50 | Boston Celtics | – (–; –; –; –) referto | Sacramento Kings | TD Garden |

#### Febbraio 2026

##### Risultati
| Stagione - Febbraio 2026                         | Stagione - Febbraio 2026                         | Stagione - Febbraio 2026                         | Stagione - Febbraio 2026                         | Stagione - Febbraio 2026                         | Stagione - Febbraio 2026                         | Stagione - Febbraio 2026                         | Stagione - Febbraio 2026                         | Stagione - Febbraio 2026                         |
| Record Febbraio: 0–0 (Casa: 0–0; Trasferta: 0–0) | Record Febbraio: 0–0 (Casa: 0–0; Trasferta: 0–0) | Record Febbraio: 0–0 (Casa: 0–0; Trasferta: 0–0) | Record Febbraio: 0–0 (Casa: 0–0; Trasferta: 0–0) | Record Febbraio: 0–0 (Casa: 0–0; Trasferta: 0–0) | Record Febbraio: 0–0 (Casa: 0–0; Trasferta: 0–0) | Record Febbraio: 0–0 (Casa: 0–0; Trasferta: 0–0) | Record Febbraio: 0–0 (Casa: 0–0; Trasferta: 0–0) | Record Febbraio: 0–0 (Casa: 0–0; Trasferta: 0–0) |
| Partita                                          | Data                                             | Avversario                                       | Punteggio                                        | Più punti                                        | Più rimbalzi                                     | Più assist                                       | Arena (spettatori)                               | Record                                           |
| ------------------------------------------------ | ------------------------------------------------ | ------------------------------------------------ | ------------------------------------------------ | ------------------------------------------------ | ------------------------------------------------ | ------------------------------------------------ | ------------------------------------------------ | ------------------------------------------------ |
| 51                                               | 1.2.2026                                         | Bucks                                            | –                                                |                                                  |                                                  |                                                  | TD Garden                                        | –                                                |
| 52                                               | 3.2.2026                                         | @ Mavericks                                      | –                                                |                                                  |                                                  |                                                  | American Airlines Center                         | –                                                |
| 53                                               | 4.2.2026                                         | @ Rockets                                        | –                                                |                                                  |                                                  |                                                  | Toyota Center                                    | –                                                |
| 54                                               | 6.2.2026                                         | Heat                                             | –                                                |                                                  |                                                  |                                                  | TD Garden                                        | –                                                |
| 55                                               | 8.2.2026                                         | Knicks                                           | –                                                |                                                  |                                                  |                                                  | TD Garden                                        | –                                                |
| 56                                               | 11.2.2026                                        | Bulls                                            | –                                                |                                                  |                                                  |                                                  | TD Garden                                        | –                                                |
| Pausa All-Star Game                              |                                                  |                                                  |                                                  |                                                  |                                                  |                                                  |                                                  |                                                  |
| 57                                               | 19.2.2026                                        | @ Warriors                                       | –                                                |                                                  |                                                  |                                                  | Chase Center                                     | –                                                |
| 58                                               | 22.2.2026                                        | @ Lakers                                         | –                                                |                                                  |                                                  |                                                  | Crypto.com Arena                                 | –                                                |
| 59                                               | 24.2.2026                                        | @ Suns                                           | –                                                |                                                  |                                                  |                                                  | PHX Arena                                        | –                                                |
| 60                                               | 25.2.2026                                        | @ Nuggets                                        | –                                                |                                                  |                                                  |                                                  | Ball Arena                                       | –                                                |
| 61                                               | 27.2.2026                                        | Nets                                             | –                                                |                                                  |                                                  |                                                  | TD Garden                                        | –                                                |

##### Tabellini
| Boston (MA) 1° febbraio 2026, ore 15:30 EST Game 51 | Boston Celtics | – (–; –; –; –) referto | Milwaukee Bucks | TD Garden |

| Dallas (TX) 3 febbraio 2026, ore 19:00 CST Game 52 | Dallas Mavericks | – (–; –; –; –) referto | Boston Celtics | American Airlines Center |

| Houston (TX) 4 febbraio 2026, ore 19:00 CST Game 53 | Houston Rockets | – (–; –; –; –) referto | Boston Celtics | Toyota Center |

| Boston (MA) 6 febbraio 2026, ore 19:30 EST Game 54 | Boston Celtics | – (–; –; –; –) referto | Miami Heat | TD Garden |

| Boston (MA) 8 febbraio 2026, ore 12:30 EST Game 55 | Boston Celtics | – (–; –; –; –) referto | N.Y. Knicks | TD Garden |

| Boston (MA) 11 febbraio 2026, ore 19:30 EST Game 56 | Boston Celtics | – (–; –; –; –) referto | Chicago Bulls | TD Garden |

| San Francisco (CA) 19 febbraio 2026, ore 19:00 PST Game 57 | G.S. Warriors | – (–; –; –; –) referto | Boston Celtics | Chase Center |

| Los Angeles (CA) 22 febbraio 2026, ore 15:30 PST Game 58 (Rivalità Celtics-Lakers) | L.A. Lakers | – (–; –; –; –) referto | Boston Celtics | TD Garden |

| Phoenix (AZ) 24 febbraio 2026, ore 19:00 MST Game 59 | Phoenix Suns | – (–; –; –; –) referto | Boston Celtics | PHX Arena |

| Denver (CO) 25 febbraio 2026, ore 20:00 MST Game 60 | Denver Nuggets | – (–; –; –; –) referto | Boston Celtics | Ball Arena |

| Boston (MA) 27 febbraio 2026, ore 19:30 EST Game 61 | Boston Celtics | – (–; –; –; –) referto | Brooklyn Nets | TD Garden |

#### Marzo 2026

##### Risultati
| Stagione - Marzo 2026                         | Stagione - Marzo 2026                         | Stagione - Marzo 2026                         | Stagione - Marzo 2026                         | Stagione - Marzo 2026                         | Stagione - Marzo 2026                         | Stagione - Marzo 2026                         | Stagione - Marzo 2026                         | Stagione - Marzo 2026                         |
| Record Marzo: 0–0 (Casa: 0–0; Trasferta: 0–0) | Record Marzo: 0–0 (Casa: 0–0; Trasferta: 0–0) | Record Marzo: 0–0 (Casa: 0–0; Trasferta: 0–0) | Record Marzo: 0–0 (Casa: 0–0; Trasferta: 0–0) | Record Marzo: 0–0 (Casa: 0–0; Trasferta: 0–0) | Record Marzo: 0–0 (Casa: 0–0; Trasferta: 0–0) | Record Marzo: 0–0 (Casa: 0–0; Trasferta: 0–0) | Record Marzo: 0–0 (Casa: 0–0; Trasferta: 0–0) | Record Marzo: 0–0 (Casa: 0–0; Trasferta: 0–0) |
| Partita                                       | Data                                          | Avversario                                    | Punteggio                                     | Più punti                                     | Più rimbalzi                                  | Più assist                                    | Arena (spettatori)                            | Record                                        |
| --------------------------------------------- | --------------------------------------------- | --------------------------------------------- | --------------------------------------------- | --------------------------------------------- | --------------------------------------------- | --------------------------------------------- | --------------------------------------------- | --------------------------------------------- |
| 62                                            | 1.3.2026                                      | 76ers                                         | –                                             |                                               |                                               |                                               | TD Garden                                     | –                                             |
| 63                                            | 2.3.2026                                      | @ Bucks                                       | –                                             |                                               |                                               |                                               | Fiserv Forum                                  | –                                             |
| 64                                            | 4.3.2026                                      | Hornets                                       | –                                             |                                               |                                               |                                               | TD Garden                                     | –                                             |
| 65                                            | 6.3.2026                                      | Mavericks                                     | –                                             |                                               |                                               |                                               | TD Garden                                     | –                                             |
| 66                                            | 8.3.2026                                      | @ Cavaliers                                   | –                                             |                                               |                                               |                                               | Rocket Arena                                  | –                                             |
| 67                                            | 10.3.2026                                     | @ Spurs                                       | –                                             |                                               |                                               |                                               | Frost Bank Center                             | –                                             |
| 68                                            | 12.3.2026                                     | @ Thunder                                     | –                                             |                                               |                                               |                                               | Paycom Center                                 | –                                             |
| 69                                            | 14.3.2026                                     | Wizards                                       | –                                             |                                               |                                               |                                               | TD Garden                                     | –                                             |
| 70                                            | 16.3.2026                                     | Suns                                          | –                                             |                                               |                                               |                                               | TD Garden                                     | –                                             |
| 71                                            | 18.3.2026                                     | Warriors                                      | –                                             |                                               |                                               |                                               | TD Garden                                     | –                                             |
| 72                                            | 20.3.2026                                     | @ Grizzlies                                   | –                                             |                                               |                                               |                                               | FedExForum                                    | –                                             |
| 73                                            | 22.3.2026                                     | Timberwolves                                  | –                                             |                                               |                                               |                                               | TD Garden                                     | –                                             |
| 74                                            | 25.3.2026                                     | Thunder                                       | –                                             |                                               |                                               |                                               | TD Garden                                     | –                                             |
| 75                                            | 27.3.2026                                     | Hawks                                         | –                                             |                                               |                                               |                                               | TD Garden                                     | –                                             |
| 76                                            | 29.3.2026                                     | @ Hornets                                     | –                                             |                                               |                                               |                                               | Spectrum Center                               | –                                             |
| 77                                            | 30.3.2026                                     | @ Hawks                                       | –                                             |                                               |                                               |                                               | State Farm Arena                              | –                                             |

##### Tabellini
| Boston (MA) 1° marzo 2026, ore 18:00 EST Game 62 | Boston Celtics | – (–; –; –; –) referto | Philadelphia 76ers | TD Garden |

| Milwaukee (WI) 2 marzo 2026, ore 18:30 CST Game 63 | Milwaukee Bucks | – (–; –; –; –) referto | Boston Celtics | Fiserv Forum |

| Boston (MA) 4 marzo 2026, ore 19:30 EST Game 64 | Boston Celtics | – (–; –; –; –) referto | Charlotte Hornets | TD Garden |

| Boston (MA) 6 marzo 2026, ore 19:00 EST Game 65 | Boston Celtics | – (–; –; –; –) referto | Dallas Mavericks | TD Garden |

| Cleveland (OH) 8 marzo 2026, ore 13:00 EDT Game 66 | Cleveland Cavaliers | – (–; –; –; –) referto | Boston Celtics | Rocket Arena |

| San Antonio (TX) 10 marzo 2026, ore 19:00 CDT Game 67 | San Antonio Spurs | – (–; –; –; –) referto | Boston Celtics | Frost Bank Center |

| Oklahoma City (OK) 12 marzo 2026, ore 20:30 CDT Game 68 | Oklahoma Thunder | – (–; –; –; –) referto | Boston Celtics | Paycom Center |

| Boston (MA) 14 marzo 2026, ore 18:00 EDT Game 69 | Boston Celtics | – (–; –; –; –) referto | Wash. Wizards | TD Garden |

| Boston (MA) 16 marzo 2026, ore 20:00 EDT Game 70 | Boston Celtics | – (–; –; –; –) referto | Phoenix Suns | TD Garden |

| Boston (MA) 18 marzo 2026, ore 19:00 EDT Game 71 | Boston Celtics | – (–; –; –; –) referto | G.S. Warriors | TD Garden |

| Memphis (TN) 20 marzo 2026, ore 19:00 CDT Game 72 | Memphis Grizzlies | – (–; –; –; –) referto | Boston Celtics | FedExForum |

| Boston (MA) 22 marzo 2026, ore 20:00 EDT Game 73 | Boston Celtics | – (–; –; –; –) referto | Minnesota T'wolves | TD Garden |

| Boston (MA) 25 marzo 2026, ore 19:30 EDT Game 74 | Boston Celtics | – (–; –; –; –) referto | Oklahoma Thunder | TD Garden |

| Boston (MA) 27 marzo 2026, ore 19:30 EDT Game 75 | Boston Celtics | – (–; –; –; –) referto | Atlanta Hawks | TD Garden |

| Charlotte (NC) 29 marzo 2026, ore 18:00 EDT Game 76 | Charlotte Hornets | – (–; –; –; –) referto | Boston Celtics | Spectrum Center |

| Atlanta (GA) 30 marzo 2026, ore 19:30 EDT Game 77 | Atlanta Hawks | – (–; –; –; –) referto | Boston Celtics | State Farm Arena |

#### Aprile 2026

##### Risultati
| Stagione - Aprile 2020                         | Stagione - Aprile 2020                         | Stagione - Aprile 2020                         | Stagione - Aprile 2020                         | Stagione - Aprile 2020                         | Stagione - Aprile 2020                         | Stagione - Aprile 2020                         | Stagione - Aprile 2020                         | Stagione - Aprile 2020                         |
| Record Aprile: 0–0 (Casa: 0–0; Trasferta: 0–0) | Record Aprile: 0–0 (Casa: 0–0; Trasferta: 0–0) | Record Aprile: 0–0 (Casa: 0–0; Trasferta: 0–0) | Record Aprile: 0–0 (Casa: 0–0; Trasferta: 0–0) | Record Aprile: 0–0 (Casa: 0–0; Trasferta: 0–0) | Record Aprile: 0–0 (Casa: 0–0; Trasferta: 0–0) | Record Aprile: 0–0 (Casa: 0–0; Trasferta: 0–0) | Record Aprile: 0–0 (Casa: 0–0; Trasferta: 0–0) | Record Aprile: 0–0 (Casa: 0–0; Trasferta: 0–0) |
| Partita                                        | Data                                           | Avversario                                     | Punteggio                                      | Più punti                                      | Più rimbalzi                                   | Più assist                                     | Arena (spettatori)                             | Record                                         |
| ---------------------------------------------- | ---------------------------------------------- | ---------------------------------------------- | ---------------------------------------------- | ---------------------------------------------- | ---------------------------------------------- | ---------------------------------------------- | ---------------------------------------------- | ---------------------------------------------- |
| 78                                             | 1.4.2026                                       | @ Heat                                         |                                                |                                                |                                                |                                                | Kaseya Center                                  |                                                |
| 79                                             | 3.4.2026                                       | @ Bucks                                        |                                                |                                                |                                                |                                                | Fiserv Forum                                   |                                                |
| 80                                             | 5.4.2026                                       | Raptors                                        |                                                |                                                |                                                |                                                | TD Garden                                      |                                                |
| 81                                             | 7.4.2026                                       | Hornets                                        | –                                              |                                                |                                                |                                                | TD Garden                                      | –                                              |
| 82                                             | 9.4.2026                                       | @ Knicks                                       |                                                |                                                |                                                |                                                | Madison Square Garden                          |                                                |
| 83                                             | 10.4.2026                                      | Pelicans                                       |                                                |                                                |                                                |                                                | TD Garden                                      |                                                |
| 84                                             | 12.4.2026                                      | Magic                                          |                                                |                                                |                                                |                                                | TD Garden                                      |                                                |

##### Tabellini
| Miami (FL) 1° aprile 2026, ore 19:30 EDT Game 78 | Miami Heat | – (–; –; –; –) referto | Boston Celtics | Kaseya Center |

| Milwaukee (WI) 3 aprile 2026, ore 19:30 EDT Game 79 | Milwaukee Bucks | – (–; –; –; –) referto | Boston Celtics | Fiserv Forum |

| Boston (MA) 5 aprile 2026, ore 15:30 EDT Game 80 | Boston Celtics | – (–; –; –; –) referto | Toronto Raptors | TD Garden |

| Boston (MA) 7 aprile 2026, ore 19:30 EDT Game 81 | Boston Celtics | – (–; –; –; –) referto | Charlotte Hornets | TD Garden |

| New York (NY) 9 aprile 2026, ore 19:30 EDT Game 82 | N.Y. Knicks | – (–; –; –; –) referto | Boston Celtics | Madison Square Garden |

| Boston (MA) 10 aprile 2026, ore 19:30 EDT Game 83 | Boston Celtics | – (–; –; –; –) referto | N.O. Pelicans | TD Garden |

| Boston (MA) 12 aprile 2026, ore 18:00 EDT Game 41 | Boston Celtics | – (–; –; –; –) referto | Orlando Magic | TD Garden |

### Emirates NBA Cup
La NBA ha annunciato la composizione dei gruppi della Emirates NBA Cup 2025 il 13 agosto 2025. Dal sorteggio, i Celtcs sono stati aggregati nel Gruppo B della Eastern Conference insieme a Cleveland Cavaliers, Indiana Pacers, Atlanta Hawks, Toronto Raptors e Washington Wizards.

#### Classifica Gruppo C (Eastern Conference)
| Pos. | Squadra             | G | V | S | PF | PS | Diff. | Qual.       |
| ---- | ------------------- | - | - | - | -- | -- | ----- | ----------- |
| 1.   | Atlanta Hawks       |   |   |   |    |    |       | Fase finale |
| 2.   | Boston Celtics      |   |   |   |    |    |       |             |
| 3.   | Cleveland Cavaliers |   |   |   |    |    |       |             |
| 4.   | Indiana Pacers      |   |   |   |    |    |       |             |
| 5.   | Wash. Wizards       |   |   |   |    |    |       |             |

Legenda
      Squadra qualificata alla fase a eliminazione diretta.
Note
Fonte: NBA
A parità di vittorie ottenute, è stato presa in considerazione la miglior differenza-punti.

#### Fase a gironi

##### Risultati
| Emirates Cup - Fase a gironi                                  | Emirates Cup - Fase a gironi                                  | Emirates Cup - Fase a gironi                                  | Emirates Cup - Fase a gironi                                  | Emirates Cup - Fase a gironi                                  | Emirates Cup - Fase a gironi                                  | Emirates Cup - Fase a gironi                                  | Emirates Cup - Fase a gironi                                  | Emirates Cup - Fase a gironi                                  |
| Emirates Cup - Fase a gironi: 0–0 (Casa: 0–0; Trasferta: 0–0) | Emirates Cup - Fase a gironi: 0–0 (Casa: 0–0; Trasferta: 0–0) | Emirates Cup - Fase a gironi: 0–0 (Casa: 0–0; Trasferta: 0–0) | Emirates Cup - Fase a gironi: 0–0 (Casa: 0–0; Trasferta: 0–0) | Emirates Cup - Fase a gironi: 0–0 (Casa: 0–0; Trasferta: 0–0) | Emirates Cup - Fase a gironi: 0–0 (Casa: 0–0; Trasferta: 0–0) | Emirates Cup - Fase a gironi: 0–0 (Casa: 0–0; Trasferta: 0–0) | Emirates Cup - Fase a gironi: 0–0 (Casa: 0–0; Trasferta: 0–0) | Emirates Cup - Fase a gironi: 0–0 (Casa: 0–0; Trasferta: 0–0) |
| Partita                                                       | Data                                                          | Avversario                                                    | Punteggio                                                     | Più punti                                                     | Più rimbalzi                                                  | Più assist                                                    | Stadio (spettatori)                                           | Record                                                        |
| ------------------------------------------------------------- | ------------------------------------------------------------- | ------------------------------------------------------------- | ------------------------------------------------------------- | ------------------------------------------------------------- | ------------------------------------------------------------- | ------------------------------------------------------------- | ------------------------------------------------------------- | ------------------------------------------------------------- |
| 1                                                             | 31.10.2025                                                    | @ 76ers                                                       | –                                                             |                                                               |                                                               |                                                               | Xfinity Mobile Arena                                          | –                                                             |
| 2                                                             | 7.11.2025                                                     | @ Magic                                                       | –                                                             |                                                               |                                                               |                                                               | Kia Center                                                    | –                                                             |
| 3                                                             | 21.11.2025                                                    | Nets                                                          | –                                                             |                                                               |                                                               |                                                               | TD Garden                                                     | –                                                             |
| 4                                                             | 26.11.2025                                                    | Pistons                                                       | –                                                             |                                                               |                                                               |                                                               | TD Garden                                                     | –                                                             |

##### Tabellini
| Philadelphia (PA) 31 ottobre 2025, ore 19:00 EDT Game 1 | Philadelphia 76ers | – (–; –; –; –) referto | Boston Celtics | Xfinity Mobile Arena |

| Orlando (FL) 7 novembre 2025, ore 19:00 EST Game 2 | Orlando Magic | – (–; –; –; –) referto | Boston Celtics | Kia Center |

| Boston (MA) 21 novembre 2025, ore 19:30 EST Game 3 | Boston Celtics | – (–; –; –; –) referto | Brooklyn Nets | TD Garden |

| Boston (MA) 26 novembre 2025, ore 17:00 EST Game 4 | Boston Celtics | – (–; –; –; –) referto | Detroit Pistons | TD Garden |

## Recordcontro le squadre avversarie
| Eastern Conference | Eastern Conference              | Eastern Conference              | Eastern Conference              | Eastern Conference              | Eastern Conference              | Eastern Conference              | Eastern Conference              | Eastern Conference              | Eastern Conference              | Eastern Conference              | Eastern Conference              | Eastern Conference              | Eastern Conference              | Eastern Conference              | Western Conference              | Western Conference              | Western Conference              | Western Conference              | Western Conference              | Western Conference              | Western Conference              | Western Conference              | Western Conference              |
| Atlantic Division  | Atlantic Division               | Atlantic Division               | Atlantic Division               | Atlantic Division               | Central Division                | Central Division                | Central Division                | Central Division                | Central Division                | Southest Division               | Southest Division               | Southest Division               | Southest Division               | Southest Division               | Northwest Division              | Northwest Division              | Northwest Division              | Pacific Division                | Pacific Division                | Pacific Division                | Southwest Division              | Southwest Division              | Southwest Division              |
| Squadra            | Casa                            | Casa                            | Trasferta                       | Trasferta                       | Squadra                         | Casa                            | Casa                            | Trasferta                       | Trasferta                       | Squadra                         | Casa                            | Casa                            | Trasferta                       | Trasferta                       | Squadra                         | Casa                            | Trasferta                       | Squadra                         | Casa                            | Trasferta                       | Squadra                         | Casa                            | Trasferta                       |
| ------------------ | ------------------------------- | ------------------------------- | ------------------------------- | ------------------------------- | ------------------------------- | ------------------------------- | ------------------------------- | ------------------------------- | ------------------------------- | ------------------------------- | ------------------------------- | ------------------------------- | ------------------------------- | ------------------------------- | ------------------------------- | ------------------------------- | ------------------------------- | ------------------------------- | ------------------------------- | ------------------------------- | ------------------------------- | ------------------------------- | ------------------------------- |
| BKN                | 21 nov                          | 27 feb                          | 18 nov                          | 23 gen                          | CHI                             | 5 gen                           |                                 | 24 gen                          |                                 | ATL                             | 28 gen                          | 27 mar                          | 17 gen                          | 30 mar                          | DEN                             | 7 gen                           | 25 feb                          | GSW                             | 18 mar                          | 19 feb                          | DAL                             | 6 mar                           | 3 feb                           |
| NYK                | 2 dic                           | 8 feb                           | 24 ott                          | 9 apr                           | CLE                             | 29 ott                          |                                 | 30 nov                          | 8 mar                           | CHA                             | 4 mar                           | 7 apr                           | 29 mar                          |                                 | MIN                             | 22 mar                          | 29 nov                          | LAC                             | 16 nov                          | 3 gen                           | HOU                             | 1 nov                           | 4 feb                           |
| PHI                | 22 ott                          | 1 mar                           | 31 ott                          | 11 nov                          | DET                             | 26 nov                          |                                 | 26 ott                          | 19 gen                          | MIA                             | 19 dic                          | 6 feb                           | 15 gen                          | 1 apr                           | OKC                             | 25 mar                          | 12 mar                          | LAL                             | 5 dic                           | 22 feb                          | MEM                             | 12 nov                          | 20 mar                          |
| TOR                | 9 gen                           | 5 apr                           | 7 dic                           | 20 dic                          | IND                             | 22 dic                          | 21 gen                          | 26 dic                          | 12 gen                          | ORL                             | 23 nov                          | 12 apr                          | 7 nov                           | 9 nov                           | POR                             | 26 gen                          | 28 dic                          | PHX                             | 16 mar                          | 24 feb                          | NOP                             | 10 apr                          | 27 ott                          |
|                    |                                 |                                 |                                 |                                 | MIL                             | 1 feb                           |                                 | 2 mar                           | 3 apr                           | WAS                             | 5 nov                           | 14 mar                          | 4 dic                           |                                 | UTA                             | 3 nov                           | 30 dic                          | SAC                             | 30 gen                          | 1 gen                           | SAS                             | 10 gen                          | 10 mar                          |
| Record             | 0–0                             | 0–0                             | 0–0                             | 0–0                             |                                 | 0–0                             | 0–0                             | 0–0                             | 0–0                             |                                 | 0–0                             | 0–0                             | 0–0                             | 0–0                             |                                 | 0–0                             | 0–0                             |                                 | 0–0                             | 0–0                             |                                 | 0–0                             | 0–0                             |
| Division           | 0–0                             | 0–0                             | 0–0                             | 0–0                             |                                 | 0–0                             | 0–0                             | 0–0                             | 0–0                             |                                 | 0–0                             | 0–0                             | 0–0                             | 0–0                             |                                 | 0–0                             | 0–0                             |                                 | 0–0                             | 0–0                             |                                 | 0–0                             | 0–0                             |
| Conference         | 0–0 (Casa: 0–0; Trasferta: 0–0) | 0–0 (Casa: 0–0; Trasferta: 0–0) | 0–0 (Casa: 0–0; Trasferta: 0–0) | 0–0 (Casa: 0–0; Trasferta: 0–0) | 0–0 (Casa: 0–0; Trasferta: 0–0) | 0–0 (Casa: 0–0; Trasferta: 0–0) | 0–0 (Casa: 0–0; Trasferta: 0–0) | 0–0 (Casa: 0–0; Trasferta: 0–0) | 0–0 (Casa: 0–0; Trasferta: 0–0) | 0–0 (Casa: 0–0; Trasferta: 0–0) | 0–0 (Casa: 0–0; Trasferta: 0–0) | 0–0 (Casa: 0–0; Trasferta: 0–0) | 0–0 (Casa: 0–0; Trasferta: 0–0) | 0–0 (Casa: 0–0; Trasferta: 0–0) | 0–0 (Casa: 0–0; Trasferta: 0–0) | 0–0 (Casa: 0–0; Trasferta: 0–0) | 0–0 (Casa: 0–0; Trasferta: 0–0) | 0–0 (Casa: 0–0; Trasferta: 0–0) | 0–0 (Casa: 0–0; Trasferta: 0–0) | 0–0 (Casa: 0–0; Trasferta: 0–0) | 0–0 (Casa: 0–0; Trasferta: 0–0) | 0–0 (Casa: 0–0; Trasferta: 0–0) | 0–0 (Casa: 0–0; Trasferta: 0–0) |
| Totale             | 0–0 (Casa: 0–0; Trasferta: 0–0) | 0–0 (Casa: 0–0; Trasferta: 0–0) | 0–0 (Casa: 0–0; Trasferta: 0–0) | 0–0 (Casa: 0–0; Trasferta: 0–0) | 0–0 (Casa: 0–0; Trasferta: 0–0) | 0–0 (Casa: 0–0; Trasferta: 0–0) | 0–0 (Casa: 0–0; Trasferta: 0–0) | 0–0 (Casa: 0–0; Trasferta: 0–0) | 0–0 (Casa: 0–0; Trasferta: 0–0) | 0–0 (Casa: 0–0; Trasferta: 0–0) | 0–0 (Casa: 0–0; Trasferta: 0–0) | 0–0 (Casa: 0–0; Trasferta: 0–0) | 0–0 (Casa: 0–0; Trasferta: 0–0) | 0–0 (Casa: 0–0; Trasferta: 0–0) | 0–0 (Casa: 0–0; Trasferta: 0–0) | 0–0 (Casa: 0–0; Trasferta: 0–0) | 0–0 (Casa: 0–0; Trasferta: 0–0) | 0–0 (Casa: 0–0; Trasferta: 0–0) | 0–0 (Casa: 0–0; Trasferta: 0–0) | 0–0 (Casa: 0–0; Trasferta: 0–0) | 0–0 (Casa: 0–0; Trasferta: 0–0) | 0–0 (Casa: 0–0; Trasferta: 0–0) | 0–0 (Casa: 0–0; Trasferta: 0–0) |

## Classifiche

### NBA Regular Season

#### Eastern Conference
Template:NBA East standings 2025-2026

#### Atlantic Division
Template:NBA Atlantic standings 2025-2026

### Emirates Cup

#### Eastern Conference
Template:NBA Cup East standings 2025-2026

#### East Group C
Template:NBA Cup East Gruppo C standings 2025-2026

## Transactions

### Giugno 2025
| Data      | Movimento |
| --------- | --- |
| 23.6.2025 | - Trade – I Boston Celtics cedono Jrue Holiday ai Portland Trail Blazers in cambio di Anfernee Simons. |
| 24.6.2025 | - Trade – I Boston Celtics cedono Kristaps Porzingis e una scelta al 2° round del Draft 2026 agli Atlanta Hawks, in cambio di Georges Niang e una scelta al 2° round del Draft 2031 dei Cleveland Cavaliers. |
| 25.6.2025 | - Draft – Al 1° round del Draft 2025, con la 28ª scelta assoluta i Boston Celtics scelgono Hugo González del Real Madrid. |
| 26.6.2025 | - Trade – I Boston Celtics cedono i draft rights della loro scelta al 2° round del Draft 2025, Noah Penda (32ª assoluta), agli Orlando Magic in cambio dei draft rights di due scelte al 2° round del Draft 2025, Amari Williams e Max Shulga (46ª e 57ª assoluta, rispettivamente), una scelta al 2° round del Draft 2026 (la più favorevole tra quelle dei Detroit Pistons, Milwaukee Bucks e Orlando Magic) e una scelta al 2° round del Draft 2027 (la più favorevole tra quelle di Magic o Celtics). |
| 29.6.2025 | - Esercitata team option sul contratto di JD Davison (1 anno / 2,27 milioni $) |
| 30.6.2025 | - Firmato con un two-year deal Luka Garza (2 anni / 5.3 milioni $) |

### Luglio 2025
| Data      | Movimento |
| --------- | --- |
| 1.7.2025  | - Firmata la scelta al 1° round del Draft 2025 Hugo González con un rookie scale contract (4 anni / 14.3 milioni €) - Firmato con un two-year deal Josh Minott (2 anni / 5 milioni € + team option 2026/27) |
| 2.7.2025  | - Firmato con un camp deal Jalen Bridges |
| 21.7.2025 | - Firmato il free agent Hayden Gray (Exhibit 10 contract) |
| 24.7.2025 | - Tagliato JD Davison |
| 30.7.2025 | - Firmato il rookie Max Shulga con un contratto annuale (two way contract) |

### Agosto 2025
| Data      | Movimento |
| --------- | --- |
| 6.8.2025  | - Trade – I Boston Celtics cedono Georges Niang, la seconda scelta al Draft 2027 (la migliore tra quella Celtics e dei Magic) e la seconda scelta al Draft 2031 (la migliore tra quella dei Celtics e dei Cavaliers) agli Utah Jazz in cambio di RJ Luis Jr. |
| 10.8.2025 | - Firmato il free agent Chris Boucher - Tagliato Miles Norris |
| 15.8.2025 | - Firmato il rookie Amari Williams (two-way contract) |
| 16.8.2025 | - Firmato il free agent Ron Harper (Exhibit 10 contract) |

## Statistiche
Fonti: NBA – Basketball Reference

### Statistiche di squadra
| Competizione   | In casa | In casa | In casa | In casa | In casa | In trasferta | In trasferta | In trasferta | In trasferta | In trasferta | Totale | Totale | Totale | Totale | Totale | Totale |
| Competizione   | G       | V       | P       | Ptf     | Pts     | G            | V            | P            | Ptf          | Pts          | G      | V      | P      | Ptf    | Pts    | Diff.  |
| -------------- | ------- | ------- | ------- | ------- | ------- | ------------ | ------------ | ------------ | ------------ | ------------ | ------ | ------ | ------ | ------ | ------ | ------ |
| Regular season |         |         |         |         |         |              |              |              |              |              |        |        |        |        |        |        |
| Totale         |         |         |         |         |         |              |              |              |              |              |        |        |        |        |        |        |

### Statistiche individuali

#### Regular season
|           |    |    |     |     | Tiri da 2 | Tiri da 2 | Tiri da 2 | Tiri da 3 | Tiri da 3 | Tiri da 3 | Tiri liberi | Tiri liberi | Tiri liberi | Rimbalzi | Rimbalzi | Rimbalzi | Palle | Palle |   |    |     |     |
| Giocatore | PG | SF | MIN | PUN | R         | T         | %         | R         | T         | %         | R           | T           | %           | O        | D        | T        | P     | R     | S | FC | Ass | +/- |
| --------- | -- | -- | --- | --- | --------- | --------- | --------- | --------- | --------- | --------- | ----------- | ----------- | ----------- | -------- | -------- | -------- | ----- | ----- | - | -- | --- | --- |
|           |    |    |     |     |           |           |           |           |           |           |             |             |             |          |          |          |       |       |   |    |     |     |
|           |    |    |     |     |           |           |           |           |           |           |             |             |             |          |          |          |       |       |   |    |     |     |
|           |    |    |     |     |           |           |           |           |           |           |             |             |             |          |          |          |       |       |   |    |     |     |
|           |    |    |     |     |           |           |           |           |           |           |             |             |             |          |          |          |       |       |   |    |     |     |
|           |    |    |     |     |           |           |           |           |           |           |             |             |             |          |          |          |       |       |   |    |     |     |
|           |    |    |     |     |           |           |           |           |           |           |             |             |             |          |          |          |       |       |   |    |     |     |
|           |    |    |     |     |           |           |           |           |           |           |             |             |             |          |          |          |       |       |   |    |     |     |
|           |    |    |     |     |           |           |           |           |           |           |             |             |             |          |          |          |       |       |   |    |     |     |
|           |    |    |     |     |           |           |           |           |           |           |             |             |             |          |          |          |       |       |   |    |     |     |
|           |    |    |     |     |           |           |           |           |           |           |             |             |             |          |          |          |       |       |   |    |     |     |
|           |    |    |     |     |           |           |           |           |           |           |             |             |             |          |          |          |       |       |   |    |     |     |
|           |    |    |     |     |           |           |           |           |           |           |             |             |             |          |          |          |       |       |   |    |     |     |
|           |    |    |     |     |           |           |           |           |           |           |             |             |             |          |          |          |       |       |   |    |     |     |
|           |    |    |     |     |           |           |           |           |           |           |             |             |             |          |          |          |       |       |   |    |     |     |
|           |    |    |     |     |           |           |           |           |           |           |             |             |             |          |          |          |       |       |   |    |     |     |
|           |    |    |     |     |           |           |           |           |           |           |             |             |             |          |          |          |       |       |   |    |     |     |
|           |    |    |     |     |           |           |           |           |           |           |             |             |             |          |          |          |       |       |   |    |     |     |
|           |    |    |     |     |           |           |           |           |           |           |             |             |             |          |          |          |       |       |   |    |     |     |
| Totali    | —  | —  | —   |     |           |           |           |           |           |           |             |             |             |          |          |          |       |       |   |    |     |     |